# Tetrachord
A tetrachord (ógörög τετράχορδον = ’négyhúros’, ’négyhangos’) az ókori görög zeneelmélet alapfogalma, a görög hangrendszer, a szüsztéma teleion alkotórésze. Négy hang sorozata, ahol a két szélső hang távolsága „rögzített” (hesztosz), mindig tiszta kvart, a két közbülső hang pedig „mozgatható” (kinumenosz), aszerint változtatja helyzetét, hogy az adott tetrachord melyik nembe, genoszba tartozik. A görög zeneelmélet ennek alapján háromféle genoszt különböztet meg.
- A diatonikus tetrachord vagy diatonon hangközei: egészhang – egészhang – félhang, pl. lá – szó – fá – mi.
- A kromatikus tetrachord vagy króma: kisterc – félhang – félhang, pl. lá – fi – fá – mi.
- Az enharmonikus tetrachord vagy enharmonion: nagyterc – negyedhang – negyedhang, pl. lá – fá – negyedhang – mi.[2]

A három különböző genoszhoz a görögök három különböző éthoszt, karaktert társítottak. A diatonikus genosz eszerint férfias, a kromatikus lágy, az enharmonikus pedig magasztos éthoszt hordoz.
A különböző hangközöket számszerűen többféleképp határozták meg, például a diatonikus genosz esetén az alábbi táblázat foglalja össze a különböző interpretációkat. A hangközöket arányszámok fejezik ki, amik rezgő húrhosszúságok, tehát hullámhosszak arányaként foghatók fel. Ha az egy sorban lévő hangközöket egymásra építjük – vagyis a nekik megfelelő arányokat mint törteket összeszorozzuk –, minden esetben a tetrachord szélső hangjainak tiszta kvart hangközét kifejező 4 : 3 arányt (498 cent) kapjuk.
| Szerző                 | egészhang          | egészhang          | félhang             |
| ---------------------- | ------------------ | ------------------ | ------------------- |
| ópüthagoreusok, Platón | 9 : 8 (204 cent)   | 9 : 8 (204 cent)   | 256 : 243 (90 cent) |
| Arkhütasz              | 9 : 8 (204 cent)   | 8 : 7 (231 cent)   | 28 : 27 (63 cent)   |
| Arisztoxenosz          | 12 rész (200 cent) | 12 rész (200 cent) | 6 rész (100 cent)   |
| Didümosz               | 9 : 8 (204 cent)   | 10 : 9 (182 cent)  | 16 : 15 (112 cent)  |
| Ptolemaiosz            | 10 : 9 (182 cent)  | 11 : 10 (165 cent) | 12 : 11 (151 cent)  |

Arkhütasz tetrachord-számításai a három genoszra az enharmonikus genosz 28 : 27 arányú hangközéből indulnak ki:
| Genosz      |                    |                      |                   |
| ----------- | ------------------ | -------------------- | ----------------- |
| Diatonon    | 9 : 8 (204 cent)   | 8 : 7 (231 cent)     | 28 : 27 (63 cent) |
| Króma       | 32 : 27 (294 cent) | 243 : 224 (141 cent) | 28 : 27 (63 cent) |
| Enharmonion | 5 : 4 (386 cent)   | 36 : 35 (49 cent)    | 28 : 27 (63 cent) |

A diatonikus tetrachord – attól függően, hogy a félhang hol helyezkedik el benne – háromféle harmóniát, hangfajt alkothat:
- dór: egészhang – egészhang – félhang, pl. lá – szó – fá – mi
- fríg: egészhang – félhang – egészhang, pl. lá – szó – fi – mi
- líd: félhang – egészhang – egészhang, pl. lá – szi – fi – mi

A görögök a dór hangfajhoz komoly, férfias éthoszt társítottak, a fríget szenvedélyesnek, a lídet panaszosnak érezték.
A modern zeneelmélet a különböző hangsorokat az oktáv hangköz különböző felosztásaiként határozza meg. Az ókori görögök az oktávot, diapaszónt szintén alapvető fontosságú hangköznek tartották, de mindig két tetrachordból meg a fennmaradó egészhangból, a tónoszból állították elő. Két tetrachord összekapcsolódhat egymással úgy, hogy egy egészhang, a diazeuxisz választja el őket egymástól, pl.
mi – re – dó – ti || lá – szó – fá – mi,
vagy lehet egy közös hangjuk, a szünaphé, ami összeköti őket, vagyis a magasabb teterachord legmélyebb hangja ugyanaz, mint a mélyebb tetrachord legmagasabb hangja. Ekkor a hangsor egy egészhang hozzáadásával egészül ki oktávra, pl.
(mi -) re – dó – tá – lá – szó – fá – mi.
Az európai zene hangsorai a középkortól napjainkig elsősorban a diatonikus tetrachordokból felépült hangsorok leszármazottai.